# Associatie van buntgras en heidespurrie
De associatie van buntgras en heidespurrie (Spergulo-Corynephoretum) is een associatie uit het buntgras-verbond (Corynephorion). Het is in Nederland en Vlaanderen de meest voorkomende plantengemeenschap op zandverstuivingen.
Het is een pioniervegetatie die overwegend bestaat uit blad- en korstmossen, aangevuld met eenjarigen als heidespurrie en buntgras.

## Naamgeving en codering
- Syntaxoncode voor Nederland (rVvN): r14Aa01
- Natura2000-habitattypecode: (EU-code): H2330

De wetenschappelijke naam Spergulo-Corynephoretum is afgeleid van de botanische namen van de associatiekensoort heidespurrie (Spergula morisonii) en van de klassekensoort buntgras (Corynephorus canescens).

## Fysiognomie

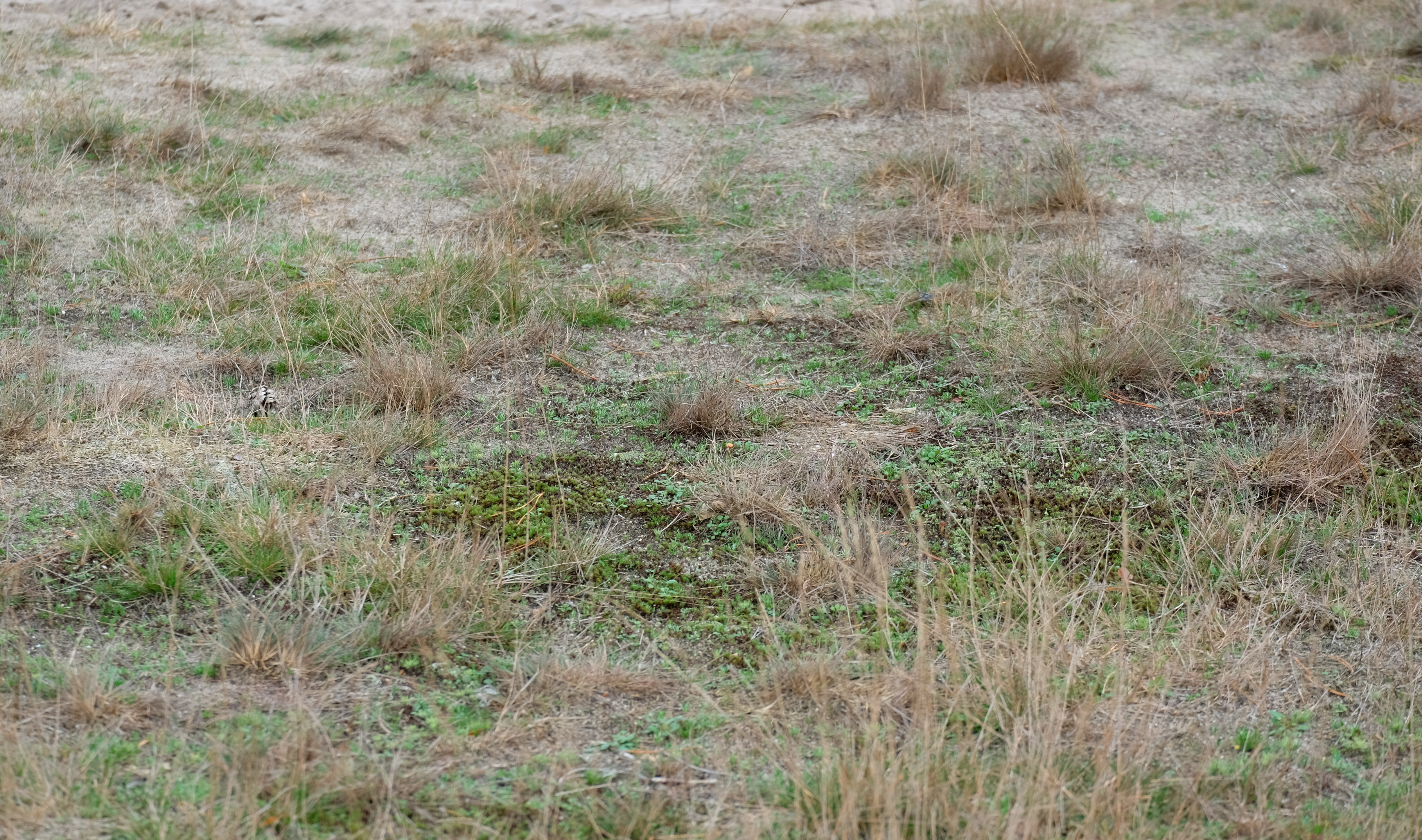
Een laagblijvende, zeer open kruidlaag en een rijke moslaag in combinatie met open stukken zand karakteriseren de vegetatiestructuur.

De associatie van buntgras en heidespurrie is een laagblijvende, veelal zeer open pioniervegetatie. Een boom- en struiklaag ontbreken. De kruidlaag is zeer open, met verspreid staande pollen buntgras en open plekken met kleine, eenjarige planten als heidespurrie.
De moslaag is plaatselijk goed ontwikkeld en soortenrijk, met overwegend bladmossen en korstmossen.
De vegetatielaag is onderbroken door open stuifzandplekken, en wordt dan ook regelmatig ondergestoven. Ruig haarmos is daarbij de belangrijkste vastlegger van het stuifzand, gevolgd door de korstmossen.

## Ecologie
Deze plantengemeenschap komt enkel voor in extreme omstandigheden op zonnige, zandige plaatsen met een zeer lage vochtigheid, hoge temperatuur, en een zure, oligotrofe en profielloze bodem.
Deze zijn vooral te vinden op binnenlandse duinen en in beperkte mate op kustduinen.

### Ontstaan en successie
De associatie van buntgras en heidespurrie is een pioniervegetatie die ontstaat op open, droge zandverstuivingen. Ze kan bij ideale omstandigheden tientallen jaren blijven bestaan, doch zal uiteindelijk verder evolueren naar een vegetatie van de klasse van droge heiden of van de klasse van naaldbossen, zoals het gaffeltandmos-jeneverbesstruweel.
Bij lichte bemesting en betreding kan het ook evolueren naar de vogelpootje-associatie of naar de associatie van vetkruid en tijm. Begrazing (bijvoorbeeld door pony's) kan dan weer leiden naar meer monotone graslanden van de duin-struisgras-associatie of de associatie van schapengras en tijm.

## Subassociaties in Nederland en Vlaanderen
Van de associatie van buntgras en heidespurrie worden in Nederland en Vlaanderen twee subbassociaties onderscheiden.

### Arme subassociatie
Een soortenarme subassociatie (Spergulo-Corynephoretum inops) wordt negatief gekenmerkt. De syntaxoncode voor Nederland (rVvN) van deze subassociatie is r14Aa01a.

### Subassociatie met korstmossen
Een subassociatie met korstmossen (Spergulo-Corynephoretum cladonietosum) is zeer rijk aan korstmossen. De syntaxoncode voor Nederland (rVvN) van deze subassociatie is r14Aa01b.

## Vegetatiezonering

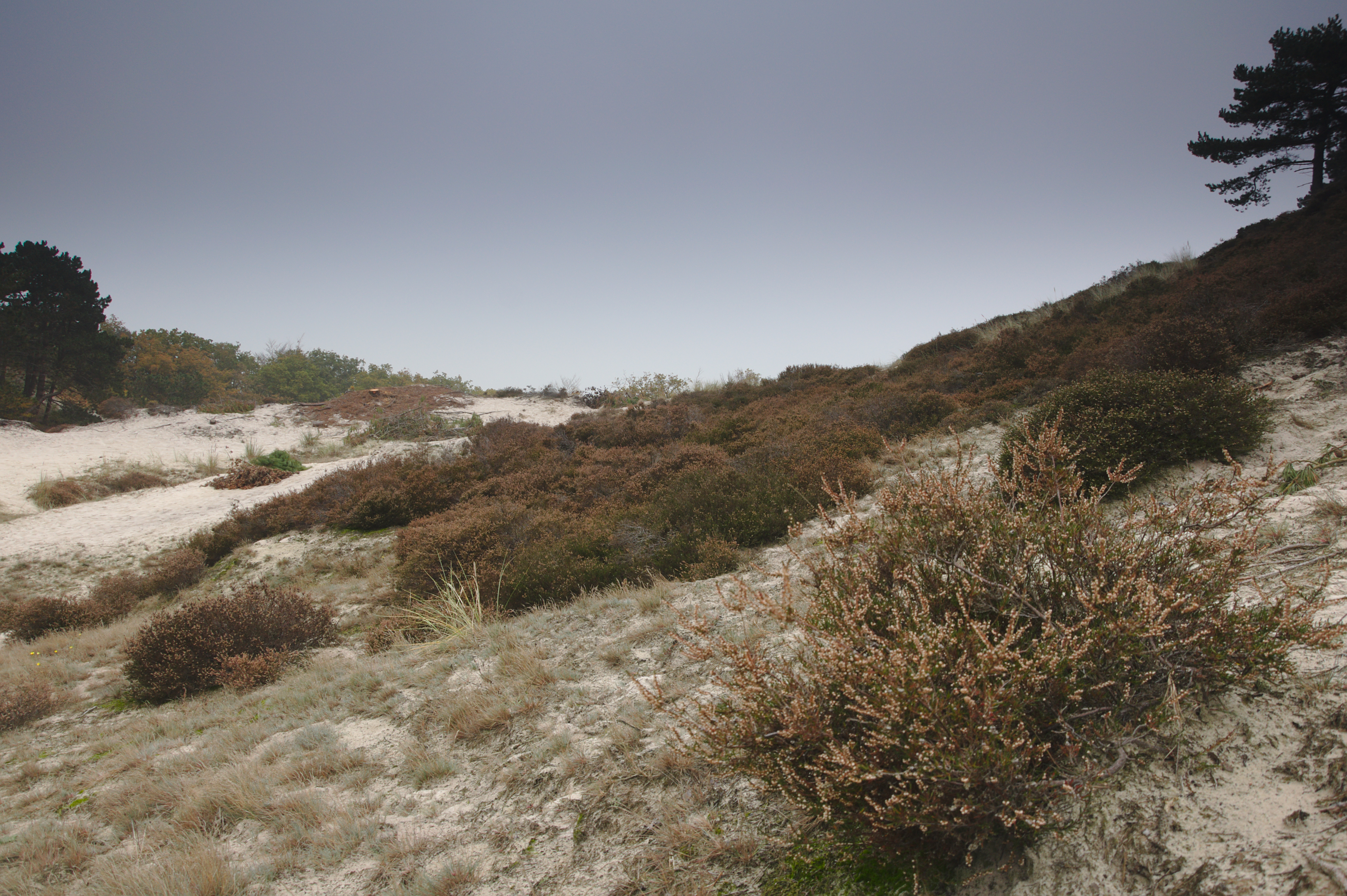
De associatie van buntgras en heidespurrie in contact met de associatie van struikhei en stekelbrem.

In de vegetatiezonering vormt de associatie van buntgras en heidespurrie vaak contactgemeenschappen met dwergstruweel van de klasse van droge heiden. Soms kan de associatie ook direct grenzen aan naaldstruweel van gaffeltandmos-jeneverbesstruweel of naaldbos van het korstmossen-dennenbos.

## Verspreiding
Het verspreidingsgebied van de associatie van buntgras en heidespurrie is beperkt tot België, Nederland, Duitsland en het oosten van Engeland, met verwante gemeenschappen en Denemarken en Zuid-Zweden.
Het zwaartepunt ervan ligt in de Pleistocene districten van Nederland, met vooral de Veluwe, Drenthe, Salland, Noord-Limburg en Noord-Brabant. De grootse aaneengesloten stuifzandgebied van West-Europa vinden we op de Loonse en Drunense Duinen in Noord-Brabant en het Kootwijkerzand op de Veluwe.
In Vlaanderen zijn landduinen verspreid en zeer zeldzaam, met als zwaartepunten de Antwerpse en Limburgse Kempen. Vooral de Kalmthoutse Heide in Antwerpen omvat nog grote stuifzandgebieden. Verder vinden we restanten van stuifzanden in de Vlaamse Zandstreek en in het Hageland.

## Diagnostische taxa voor Nederland en Vlaanderen
Deze associatie is - voor wat betreft de hogere planten - vooral gekenmerkt door de specifieke kensoort heidespurrie en de verbondskensoort buntgras. Daarnaast komen meestal ook fijn schapengras, zandstruisgras, schapenzuring en struikhei voor.
In de moslaag treft men opvallend veel droogtebestendige bladmossen en korstmossen aan. Van de bladmossen komt de associatiekensoort ruig haarmos meestal voor, aangevuld met gewoon peermos en de exoot grijs kronkelsteeltje. Daarnaast vinden we talrijke korstmossen, met als voornaamste kensoorten ezelspootje en gewoon stapelbekertje, en als meest voorkomende begeleidende soorten rood bekermos, open rendiermos, rode heidelucifer, girafje en bruin heidestaartje.
In de onderstaande synoptische tabel staan de belangrijkste diagnostische planten- en korstmossentaxa voor de associatie van buntgras en heidespurrie in Nederland en Vlaanderen.
Kruidlaag
| Kentaxon | Diff.soort | Presentie | Triviale naam      | Botanische naam        | Opmerking                          | Afbeelding |
| -------- | ---------- | --------- | ------------------ | ---------------------- | ---------------------------------- | ---------- |
| kA       |            | > 60%     | heidespurrie       | Spergula morisonii     |                                    |            |
| kV       |            | > 90%     | buntgras           | Corynephorus canescens |                                    |            |
| kK       |            | > 20%     | zandzegge          | Carex arenaria         |                                    |            |
| kK       |            | < 10%     | gewoon biggenkruid | Hypochaeris radicata   |                                    |            |
| kK       |            | < 10%     | vroege haver       | Aira praecox           |                                    |            |
|          |            | > 40%     | fijn schapengras   | Festuca filiformis     |                                    |            |
|          | dA         | > 40%     | zandstruisgras     | Agrostis vinealis      | t.o.v. de duin-buntgras-associatie |            |
|          |            | > 30%     | schapenzuring      | Rumex acetosella       |                                    |            |
|          |            | > 10%     | struikhei          | Calluna vulgaris       |                                    |            |
|          |            | > 10%     | bochtige smele     | Avenella flexuosa      |                                    |            |

Moslaag
| Kentaxon | Diff.soort | Presentie | Triviale naam         | Botanische naam          | Opmerking | Afbeelding |
| -------- | ---------- | --------- | --------------------- | ------------------------ | --------- | ---------- |
| kA       |            | > 80%     | ruig haarmos          | Polytrichum piliferum    |           |            |
| kA       |            | > 40%     | ezelspootje           | Cladonia zopfii          |           |            |
| kA       |            | > 30%     | gewoon stapelbekertje | Cladonia cervicornis     |           |            |
| kA       |            | < 10%     | hamerblaadje          | Cladonia strepsilis      |           |            |
| kA       |            | < 10%     | stuifzandkorrelloof   | Stereocaulon condensatum |           |            |
| kA       |            |           | wollig korrelloof     | Stereocaulon saxatile    |           |            |
| kV       |            | > 40%     | gewoon kraakloof      | Cetraria aculeata        |           |            |
| kV       |            | > 20%     | rafelig bekermos      | Cladonia ramulosa        |           |            |
| kK       |            | < 10%     | gewoon purpersteeltje | Ceratodon purpureus      |           |            |
| kK       |            | < 10%     | grijze bisschopsmuts  | Racomitrium canescens    |           |            |
|          |            | > 60%     | rood bekermos         | Cladonia coccifera       |           |            |
|          |            | > 40%     | open rendiermos       | Cladina portentosa       |           |            |
|          |            | > 40%     | rode heidelucifer     | Cladonia floerkeana      |           |            |
|          |            | > 40%     | girafje               | Cladonia gracilis        |           |            |
|          |            | > 40%     | bruin heidestaartje   | Cladonia glauca          |           |            |
|          |            | > 30%     | varkenspootje         | Cladonia uncialis        |           |            |
|          |            | > 20%     | dove heidelucifer     | Cladonia macilenta       |           |            |
|          |            | > 20%     | gebogen rendiermos    | Cladina arbuscula        |           |            |
|          |            | > 20%     | gewoon peermos        | Pohlia nutans            |           |            |
|          |            | > 20%     | fijn bekermos         | Cladonia chlorophaea     |           |            |
|          |            | > 20%     | grijs kronkelsteeltje | Campylopus introflexus   |           |            |
|          |            | > 10%     | klein kraakloof       | Coelocaulon aculeatum    |           |            |
|          |            | > 10%     | kronkelheidestaartje  | Cladonia subulata        |           |            |
|          |            | > 10%     | gewoon gaffeltandmos  | Dicranum scoparium       |           |            |
|          |            | > 10%     | bruin bekermos        | Cladonia grayi           |           |            |
|          |            | > 10%     | elandgeweimos         | Cladonia foliacea        |           |            |

## Bedreiging en bescherming
De belangrijkste bedreigingen voor het voortbestaan van deze pioniersvegetatie zijn:
- Atmosferische stikstofdepositie met als gevolg vergrassing en versnelde successie naar bos;
- Actieve bebossing met vooral naaldbomen;
- Spontane verbossing door gebrek aan beheer;
- Verkavelingen en zandwinning;
- Intensieve betreding, met als gevolg degradatie van de kwetsbare korstmosvegetatie en onmogelijkheid tot herkolonisatie;
- Het wegconcurreren van de inheemse mosflora door het grijs kronkelsteeltje, een Amerikaanse mossoort;
- Uitspoeling van voedingsstoffen uit aanpalende, intensief bemeste landbouwpercelen;
- Het wegvallen van de bodemdynamiek door het verdwijnen van konijnenpopulaties door o.a. myxomatose.

Herstel van beboste stuifduinen is mogelijk door kappen, uitgraven van de stronken en verwijderen van de humuslaag. Het terugkomen van de korstmossenflora is echter sterk afhankelijk sterk van grensoverschrijdende en moeilijk te controleren processen als luchtvervuiling, bodemdynamiek en soortenconcurrentie.
Voor de instandhouding van deze pioniersvegetatie op langere termijn is het behoud van een natuurlijke vorm van verstoring door wind of extensieve begrazing aangewezen. Zo niet zal een natuurlijke successie naar heide, struisgrasvegetatie of bos plaatsvinden. Voor beheer via een natuurlijke winddynamiek zijn echter grote open oppervlakten noodzakelijk, waarbij gesproken wordt van minimaal 500 ha. Op kleinere oppervlaktes wordt daarom meestal extensieve begrazing door schapen toegepast.

## Fotogalerij

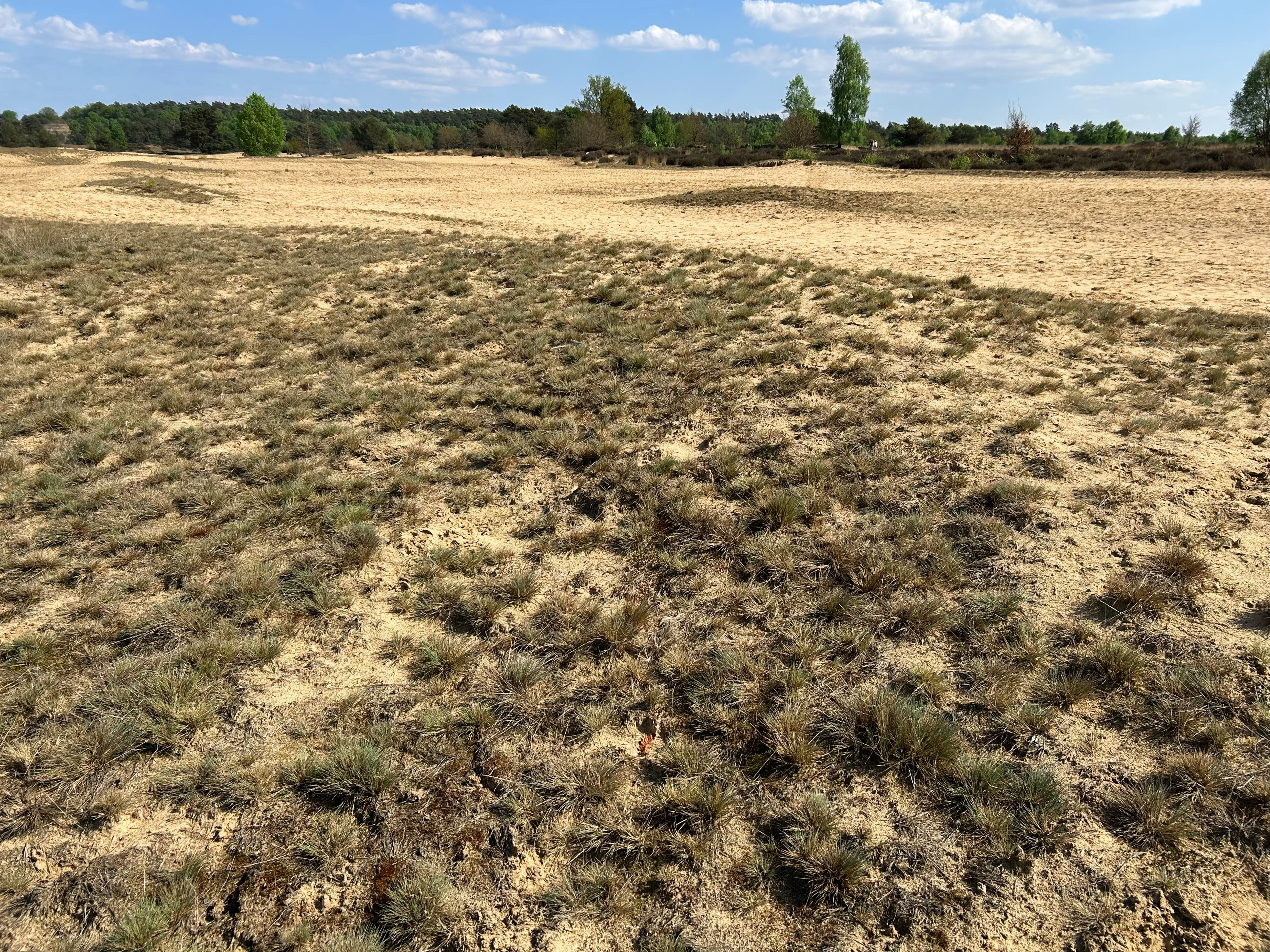
Een droog voorjaarsaspect van de associatie.